# Дитрих IV фон Рункел
Дитрих IV фон Рункел (на немски: Dietrich IV von Runkel; * пр. 1402; † сл. 22 февруари 1462) от фамилията Дом Рункел, е най-късно от 1427 г. господар на Рункел.

## Произход, брак и наследство
Той е третият и най-малък син на граф Дитрих III фон Рункел (* ок. 1352, † 1402) и съпругата му Юта фон Сайн (* ок. 1375), вдовица на Хайнрих фон Шоненбург, дъщеря на граф Салентин фон Сайн († ок. 1392). Внук е на Зигфрид VI фон Рункел († пр. 1342) и Анна фон Диц (* ок. 1306; † сл. 1343/1352). Правнук е на Дитрих II фон Рункел († 1352) и Агнес фон Даун. По-големите му братя са Фридрих III фон Рункел († пр. 1417), граф на Вид от 1454 г., женен за Ирмгард фон Ролинген, и Зигфрид VIII фон Рункел (fl 1396/1438).
Дитрих IV е от 1414 г. наследствен амтман на Андернах. След смъртта на бездетните му братя Фридрих III и Зигфрид VIII той наследява най-късно през 1427 г. господството Рункел.
Дитрих IV се жени през 1427 г. за графиня Анастасия фон Изенбург-Браунсберг-Вид (* ок. 1415; † 1460), дъщеря наследничка на Йохан II фон Изенбург-Браунсберг († 1454), господар на Изенбург-Вид, и първата му съпруга Агнес фон Вестербург († 1415) от Дом Рункел. След смъртта на тъста му той наследява чрез съпругата си замък и господство Изенбург, също Гренцхаузен, Алсбах и част от господство Аренфелс. Вилхелм II фон Изенбург-Браунсберг-Вид († октомври 1462), бездетният чичо на Анастасия, оставя през 1454 г. на най-големия му син Фридрих по случай сватбата му, графството Вид, господствата Браунсберг и Дирдорф и неговата част от замък и господство Изенбург.

## Фамилия
Дитрих IV и Анастасия фон Изенбург-Браунсберг-Вид имат децата:
- Фридрих IV фон Вид (* ок. 1425, † 1487), граф на Рункел, от 1454 г. граф на Графство Вид, женен пр. 19 ноември 1454 за Агнес фон Вирнебург (1425 – 1478)
- Дитрих V (* ок. 1454, † 1484), господар на Рункел
- Вилхелм фон Рункел (* ок. 1450, † 1489), от 1454 г. господар на Рункел и съ-господар на Изенбург, женен 1454 за Ирмгард фон Ролинген († 1514)
- Йохан фон Рункел (ок. 1454 – 1521)
- Агнес († сл. 1481), омъжена за Готфрид VIII фон Епщайн-Мюнценберг († 1466)
- Гертруд, абатиса в Гересхайм (1462 – 1465)
- Урсула
- Юта († ок. 1471), омъжена на 2 август 1463 за граф Вилхелм II фон Лимбург-Бройч († 1473)
- Магдалена, монахиня в Елтен (1480)